# 竜ヶ池 (名古屋市)
竜ヶ池（たつがいけ）は、愛知県名古屋市昭和区鶴舞にある鶴舞公園内最大の池。

## 概要
池の位置が旧名古屋市の東南（巽）の方向にあることから竜ヶ池の名が起こった。この池の東にある八幡山古墳の土は、この池の土を掘って当てたのではないかといわれている。1909年（明治42年）の名古屋市の告知によると「中区鶴舞公園を定めること左の如し」として鶴舞公園の文字に「ツルマ」と仮名がふってある。ツルマとは水のわき出るところという意味。そうすると、この名が示すように遊水地帯に池をほって農業用水にしたもので、池の出来た年代ははっきり判らない。もともと、水の豊富な池で、大雨のあとには水があふれて、大池町（現在の中警察署付近）から精進川に流れ込んだという話。
この竜ヶ池を最上流として、2つの流れが公園内の他の池とそれを結ぶ渓流の水源となった。ひとつの流れは、竜ヶ池の西北の登竜橋をくぐって熊澤山の北側を流れ下り、胡蝶ヶ池に注ぎ込む支流と熊澤山西麓を南に下る本流とに分かれる。登竜橋から胡蝶ヶ池に至るあたりは、岩組で造築され深山の渓流の趣が感じられるところである。熊澤山からの西側から南へ流れる下るあたりは流れもゆるやかになる。この竜ヶ池と胡蝶ヶ池の間を流れる水路でゲンジボタルの飼育に成功し、「ホタルのせせらぎ」として大切に保存しようとされていた。
もうひとつの流れは、1923年（大正12年）に造られた菖蒲池へ、季節的に水を流すので、竜ヶ池の南西部に水門が設けられている。
菖蒲池、胡蝶ヶ池をうるおした水は吉田山の麓で合流し、さらに公園の南側をおおきく迂回して、正面近くの鯱ヶ池に入っていった。
この池はTBS系ドラマ「キッズ・ウォー」シリーズのロケ地として使われた。

## 酒匂の滝

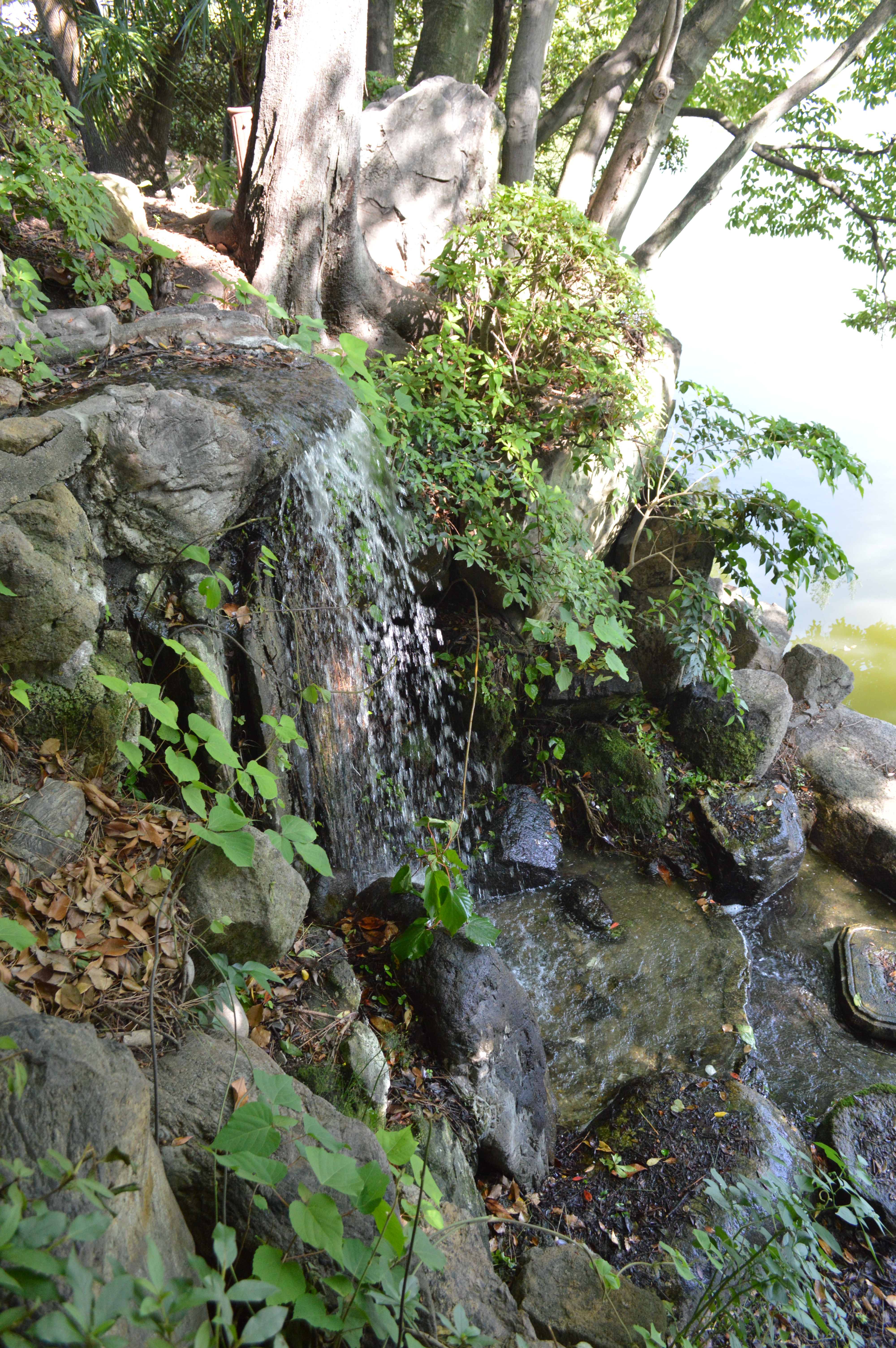
酒匂の滝

1954年（昭和29年）3月に竜ヶ池東南端の道路拡張に伴い、池の一部埋め立てを行った。かつては豊富な湧き水と、東の狭間町方面からの水流により美しかった竜ヶ池の水も、周辺の市街化と下水道の整備により補給水がたたれ汚れた水となってしまった。なんとか恒常的な水の補給をと知恵を絞った結果、若宮大通北にある日本麦酒株式会社（後のサッポロビール）名古屋工場からの冷却水の余剰水の無償供給を受けることになった。1955年（昭和30年）に6インチ、エタニット管（車道横断は鋳鉄管）埋設の工事を行った。池への落ち口は、落差4mの滝となっている。1955年（昭和30年）6月1日、「酒匂（さこう）の滝」と命名された。これは実現のため絶大な協力を惜しまなかった時の工場長・酒匂常仲にちなんで付けられたものである。
しかし、2000年（平成12年）ビール工場が閉鎖され、供給水がとだえることになったので、以降は地下水を汲み上げて循環ポンプにより池の水を滝より落としている。

## 浮見堂
1945年（昭和20年）3月12日の空襲では、竜ヶ池にかかる浮見堂が爆風により破壊された。1956年（昭和31年）8月に再建された。